# Beaumont Ø
Beaumont Ø ist eine grönländische Insel im Nordost-Grönland-Nationalpark.

## Geografie

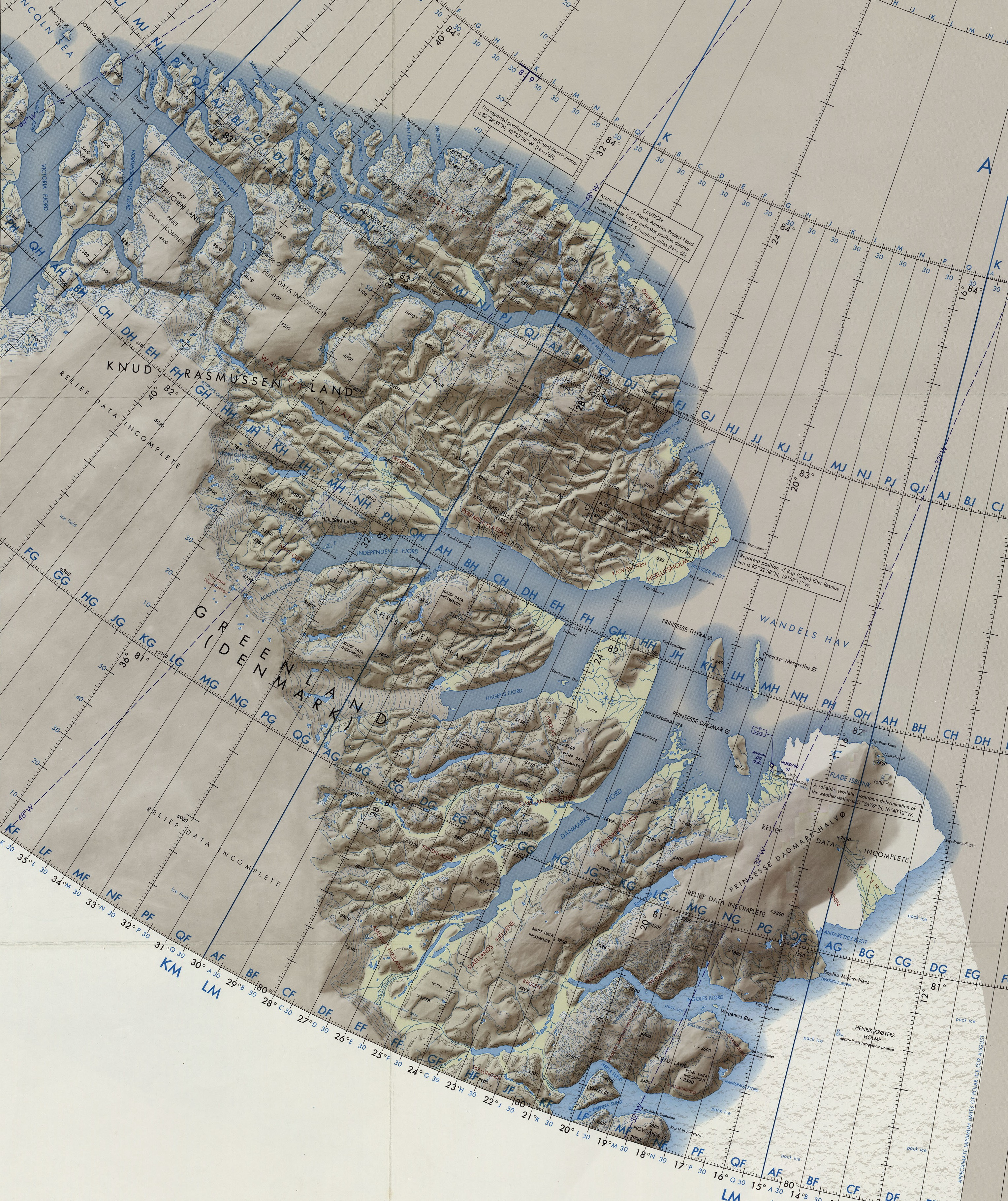
Karte von Nordgrönland mit Beaumont Ø im Nordwesten

Beaumont Ø liegt in der Lincolnsee. Die Insel liegt 26 Kilometer nördlich der Halbinsel Wulff Land, und 19 Kilometer westlich der wesentlich größeren Insel John Murray Ø, der nächstgelegenen Landmasse. Die in etwa dreieckige Insel hat eine Flächenausdehnung von etwa 13,3 km². Der höchste Punkt der Insel ist der Albert Bjerg. Dessen Höhe wird mit 391 m und 460 m angegeben.

## Geschichte
Entdeckt wurde Beaumont Ø während der von George Nares geleiteten britischen Arktisexpedition von 1875/76 und benannt nach dem Expeditionsmitglied Lewis Beaumont (1847–1922), der sie am Ende einer Schlittenexkursion entlang der Nordwestküste Grönlands sah, als er den Wyatt Bjerg und den Windham Hornby Bjerg erstieg. Der nächste, der die Insel sah, war James Lockwood (1852–1884), ein Teilnehmer an der tragisch endenden US-amerikanischen Expedition Adolphus Greelys im Ersten Internationalen Polarjahr 1882/83. Die Insel wurde erstmals 1917 von den Teilnehmern der Zweiten Thule-Expedition unter Leitung von Knud Rasmussen betreten und von Lauge Koch kartiert.[Beleg?]